# Alisha Lehmann
Alisha Lehmann (Tägertschi, 21 de janeiro de 1999) é uma futebolista suíça que atua como atacante. Atualmente joga pelo Como.

## Carreira

### Young Boys
Pela equipe suíça, a jogadora estreou pelo Young Boys durante a temporada 2016-17 e lá permaneceu até 2017-18. Pela equipe de seu país-natal, a jogadora marcou 25 gols em 52 jogos.

### West Ham
Após se destacar na equipe suíça, a jogador chegou no West Ham para atuar pela FA Women's Super League de 2018-19.
Na equipe de Londres, a jogadora destacou-se rápido na primeira temporada. Em 26 jogos, marcou 7 gols durante todas as competições da temporada.[carece de fontes?] Contudo, após um início regular, a jogadora teve números menores no decorrer das temporadas 2019-20 e 2020-21, sendo emprestada na sequência para outro clube inglês.

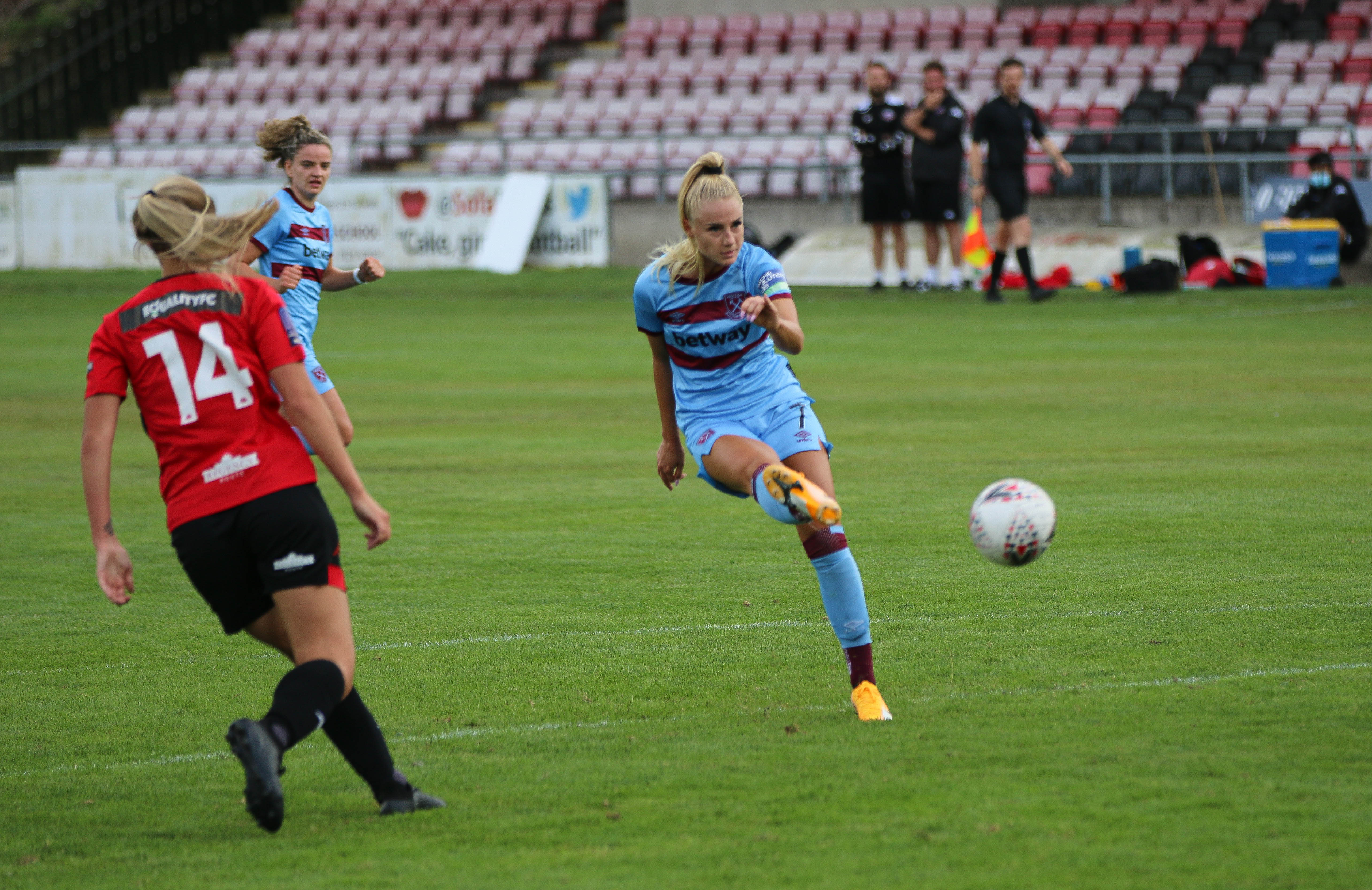
Alisha pelo West Ham em 2020

Pelo time londrino, Alisha não ganhou títulos, mas conseguiu chegar na final da FA Women's Cup na sua primeira temporada no clube.

### Everton (empréstimo)
Em 27 de janeiro de 2021, após jogar os primeiros meses com o West Ham, Alisha direcionou-se ao Everton por empréstimo até o fim da temporada.
Na equipe de Liverpool, a jogadora fez 1 em gol 8 jogos.[carece de fontes?]

### Aston Villa
Em agosto de 2021, após ter sido emprestada para o Everton, ela assinou um contrato de três anos com o Aston Villa.
No clube de Birmingham, a jogadora viveu seu auge de popularidade e futebolístico. Na primeira temporada, a jogadora marcou 4 gols em 23 partidas e estendeu seu vínculo contratual com o Villa antes mesmo de jogar sua segunda temporada na equipe.
Jogando na temporada seguinte, a jogadora aumentou seus números, garantindo 6 bolas na rede em 31 partidas.[carece de fontes?]

### Juventus
Em Julho de 2024, a jogadora foi anunciada como reforço do Juventus Football Club, juntamente com seu ex-namorado Douglas Luiz.

### Como
Após uma temporada defendendo a Juventus, Alisha Lehmann deixou a equipe bianconera para se transferir para o Como, que na temporada 2024/25 terminou na parte inferior da tabela. Segundo a jogadora, a decisão foi motivada pelo fato de o Como ser um clube 100% dedicado ao futebol feminino.

## Seleção Suíça

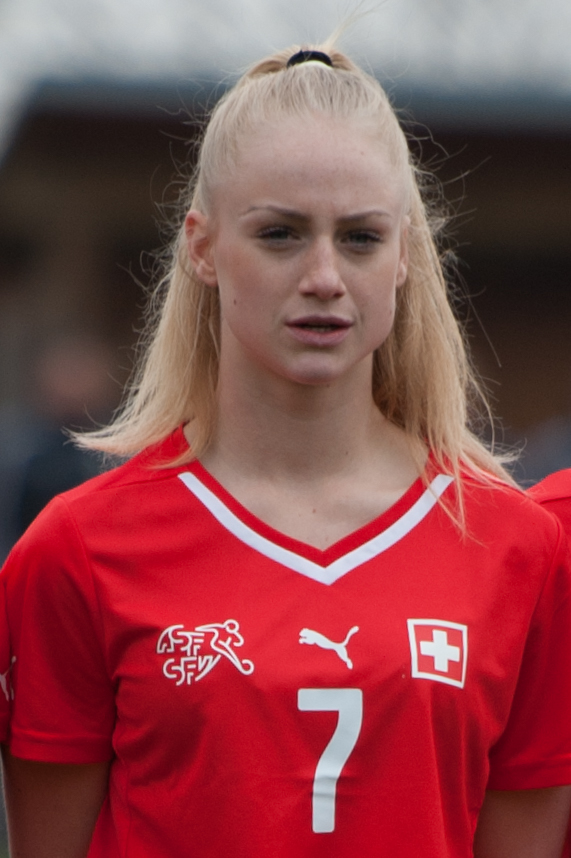
Alisha em 2016, pela seleção da Suíça Sub-17.

Alisha atua como atacante pela seleção suíça de futebol feminino desde setembro de 2017.

#### Cyprus Cup de 2018
A jogador foi convocada pela sua seleção para disputar a Cyprus Cup de 2018. A jogadora marcou um gol na competição contra a Finlândia, foi seu primeiro gol oficial com a seleção desde sua estreia.
Apesar de defenderem o título, a Suíça não conseguiu o bicampeonato. Alisha e sua seleção garantiram a 4ª colocação na competição.

#### Eurocopa de 2022
A jogadora optou por não jogar o Campeonato Europeu de Futebol Feminino de 2022 por não estar "mentalmente preparada".

#### Copa do Mundo Feminina de 2023
A atacante participou da Copa do Mundo de Futebol Feminino de 2023, atuando em 2 jogos. Na sua segunda, e última partida, a jogadora entrou no decorrer da partida substituindo sua ex-namorada, Ramona Bachmann.
A Seleção Suíça foi eliminada nas oitavas de final pela Seleção Espanhola após vitória dos espanhóis por 5 a 1.

## Vida pessoal
Alisha é abertamente bissexual. Contudo, já se identificou como lésbica no passado.
A jogadora namorou por 3 anos a companheira de seleção Ramona Bachmann. Elas começaram a se relacionar por volta de 2018, mas terminaram o namoro em 2021.
Após o término, a jogadora se relacionou com o meio-campista brasileiro Douglas Luiz, que também atuava no Aston Villa. Contudo, se separaram após briga por fotos, em novembro de 2022. O brasileiro não teria gostado do fato da ex-namorada ter aceitado o convite para posar como modelo. Em janeiro de 2024, os dois reataram o namoro. Em maio de 2025, os dois terminaram novamente.
Em maio de 2023, a jogadora foi assediada por um grupo de homens em uma boate na Inglaterra. Os assediadores a cercaram, contudo, o jogador do Manchester United, Marcus Rashford, estava no recinto e reservou uma mesa na área VIP para Alisha e suas amigas. A ação fizera com que as mulheres se afastassem 'cerco'. De acordo com o tabloide The Sun, a suíça trocou algumas palavras com o jogador em agradecimento.

## Títulos
Juventus
- Serie A Femminile: 2024–25
- Coppa Italia: 2024–25